# Малая Калиновка (река)
Ма́лая Кали́новка — река в России, протекает в основном по Богдановичскому и Камышловскому районам Свердловской области.
Исток реки находится в болотах Катайского района Курганской области, а незначительная часть русла в верхнем течении — в пределах Каменского района Свердловской области. Устье Малой Калиновки находится в 8,1 км по правому берегу реки Большой Калиновки, у деревни Шипициной. Длина реки составляет 45 км.
Площадь водосборного бассейна — 801 км². Высота устья — 87 м над уровнем моря.

## Данные водного реестра
По данным государственного водного реестра России, Малая Калиновка относится к Иртышскому бассейновому округу, водохозяйственный участок реки — Пышма от Белоярского гидроузла и до устья, без реки Рефт от истока до Рефтинского гидроузла, речной подбассейн Тобола, речной бассейн Иртыша.
Код объекта в государственном водном реестре — 14010502212111200007785.

## Населённые пункты

### Городской округ Богданович
- с. Суворы
- с. Гарашкинское
- с. Ильинское

### Камышловский район
- д. Колясникова
- с. Шилкинское
- д. Шипицина

## Притоки
- Грязнуха
- Скакун (в селе Ильинском)
- Крысятинский